# Eremochelis noonani
Eremochelis noonani är en spindeldjursart som beskrevs av Muma 1989. Eremochelis noonani ingår i släktet Eremochelis och familjen Eremobatidae. Inga underarter finns listade i Catalogue of Life.